# 돈 포터

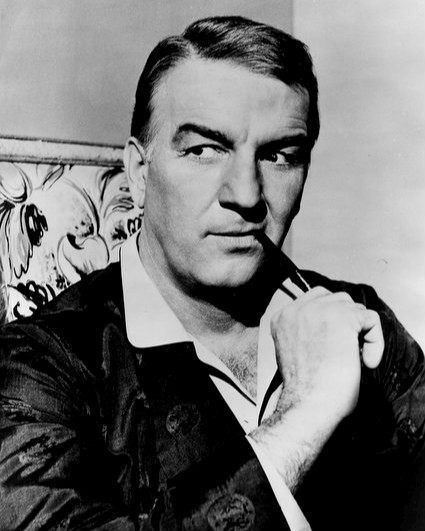

돈 포터(Don Porter, 1912년 9월 24일 ~ 1997년 2월 11일)는 미국의 배우, 텔레비전 배우이다.
베벌리힐스에서 사망하였다.

## 영화
- 조이 (1985년)
- 달라스 (1978년)
- 사랑의 유람선 (1977년)
- 코필드의 크리스마스 기적 (1977년)
- 하이웨이 인생 (1975년)
- 마미 (1974년)
- 명탐정 바나비 존즈 (1973년)
- 노리스 테입스 (1973년)
- 40 캐럿 (1973년)
- 후보자 (1972년)
- 하와이 5-0수사대 (1968년)
- 리브 어 리틀, 러브 어 리틀 (1968년)
- 기젯 로마 가다 (1963년)
- 천국의 독신남 (1961년)
- 디즈니랜드 (1954년) - 저지 올리버 헤인즈 역
- 비코즈 유어 마인 (1952년)
- 마이 프렌드 어머 고즈 웨스트 (1950년)
- 쉬-울프 오브 런던 (1946년)
- 나잇 몬스터 (1942년)